# Hertwig-Bünger-Heim
Das ehemalige Hertwig-Bünger-Heim liegt in der Gemarkung Radebeul der sächsischen Stadt Radebeul, in der Lessingstraße 1 beziehungsweise Einsteinstraße 30. Es wurde 1930 nach der Politikerin Doris Hertwig-Bünger benannt, die 1929 seinen Bau initiiert hatte, und trug zu DDR-Zeiten den Namen Feierabendheim „Käthe Niederkirchner“ nach der kommunistischen Widerstandskämpferin Käthe Niederkirchner. Nach der Wende wurde es zu einer Wohnanlage umgebaut.

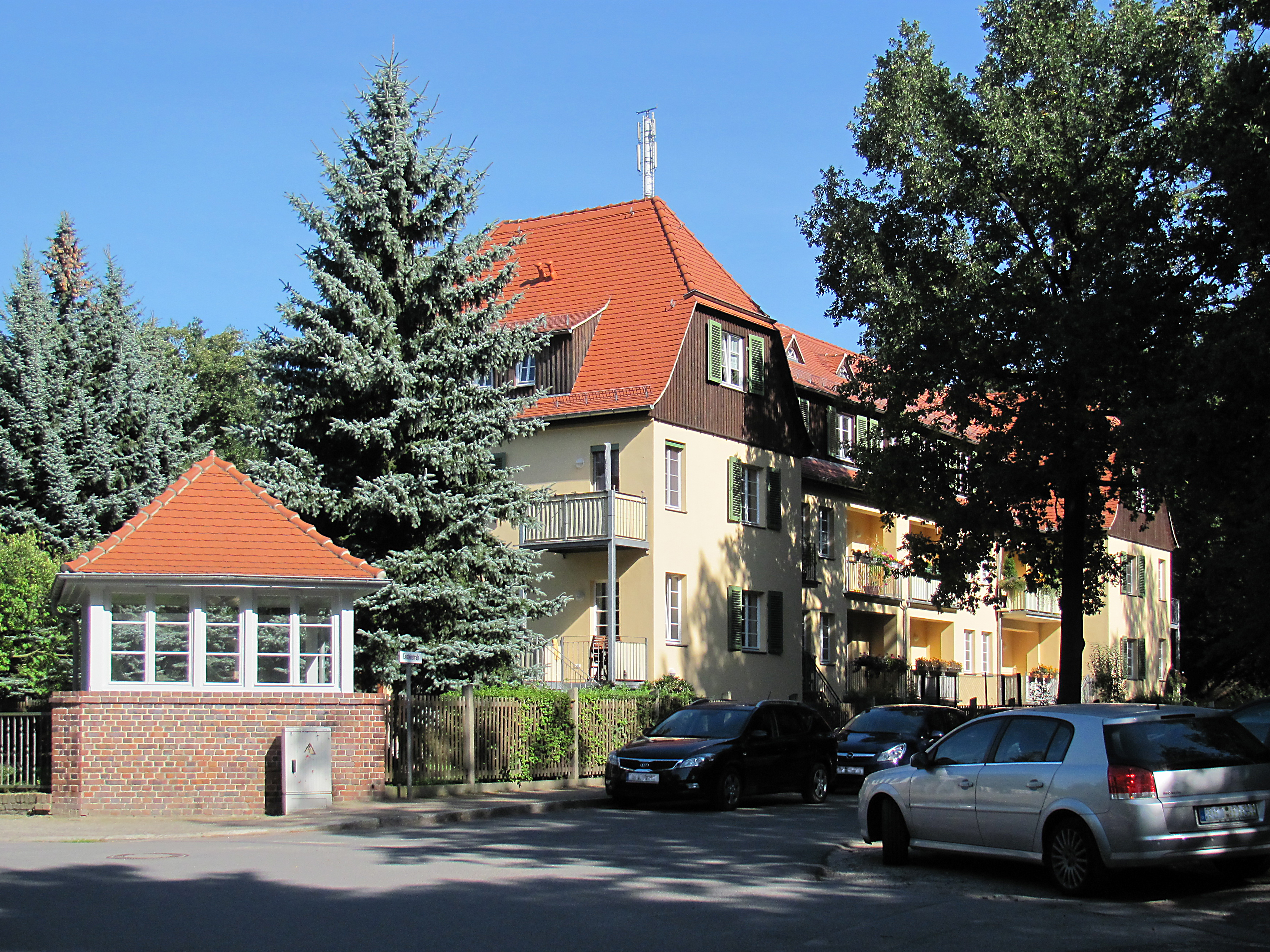
Hertwig-Bünger-Heim, davor der Eckpavillon

## Beschreibung
Das mit den originalen Teilen seiner Einfriedung und dem Eckpavillon denkmalgeschützte ehemalige Altenwohnheim, heute ein freistehendes Mehrfamilienhaus, liegt am Rand der Dresdner Jungen Heide.
Das Gebäude steht auf einem hohen Klinkersockel als Souterraingeschoss und hat ein stark ausgebautes, ziegelgedecktes Dachgeschoss. Der langgestreckte, symmetrische Mittelbau steht traufständig zur Einsteinstraße, oben im Dach ein langgestreckter und geschosshoher Dachhecht. Auf beiden Seiten des Mittelbaus stehen kurze Seitenflügel mit steilen Krüppelwalmdächern, auf der Gebäuderückseite ein ebensolcher als Mittelrisalit.
Der Putzbau ist ungegliedert, die Fenster haben Klappläden, dazu kommen einige jüngst erneuerte und erweiterte Loggien mit Brüstungsgittern. Die Giebel und der Dachhecht sind verbrettert.
An der Grundstücksecke zur Straßenkreuzung steht ein hölzerner Pavillon über einem quadratischen Klinkersockel und mit einem ziegelgedeckten Zeltdach. Die Einfriedung ist ein Holzzaun zwischen Betonpfosten.

## Geschichte
Die Reichstagsabgeordnete Doris Hertwig-Bünger (1882–1968), unter anderem zu jener Zeit Vorsitzende des Stadtbundes der Dresdner Frauenvereine, rief 1926 die Dresdner Stiftung Frauenwohnhilfe ins Leben, die die Bekämpfung der Wohnungsnot zur Aufgabe hatte. Ziel war es, Heime für ältere Menschen insbesondere des Mittelstandes zu schaffen und somit deren im Alter häufig zu große Wohnungen für den Wohnungsmarkt und damit jüngere Familien mit Kindern wieder zur Verfügung zu stellen.
Hertwig-Bünger war mit dem Juristen und Politiker Wilhelm Bünger verheiratet, mit dem sie von 1926 bis 1932 in der Oberlößnitzer Dienstwohnung ihres Mannes in der Hoflößnitzstraße 72 wohnte. Zu dieser Zeit auch in der Ortsgruppe Radebeul-Oberlößnitz ihrer Stiftung Mitglied, initiierte sie 1929 den Bau dieses Altersheims, das von dem Oberlößnitzer Architekten Alfred Tischer entworfen und von dem Radebeul-Serkowitzer Baumeister Alwin Höhne noch im gleichen Jahr errichtet werden konnte. Großzügige Unterstützung und günstige Darlehen erhielt sie dabei durch das Land, die Stadt und die örtliche Sparkasse.
Der Bau war modern ausgestattet und hatte 20 altersgerechte Ein- und Zweiraumwohnungen sowie mehrere Gemeinschaftsräume. Der Charakter der Unterbringung sollte eher einer Pension entsprechen und somit „weder Kloster noch Kaserne“ sein. Im Jahr nach der Fertigstellung, 1930, regten die Bewohner die Benennung nach der Initiatorin an, was den Namen Hertwig-Bünger-Heim ergab.
1950 wurde die betreibende Stiftung aufgelöst und ihr Vermögen verstaatlicht. Nachdem das Heim wegen seiner relativ niedrigen Mieten nicht kostendeckend gearbeitet hatte und seit 1945 bereits teilweise zweckentfremdet betrieben worden war, wurde es in ein reguläres städtisches Feierabendheim mit 47 Plätzen umgewandelt. Ab 1951 trug es den Namen Feierabendheim „Käte Niederkirchner“ nach der kommunistischen Widerstandskämpferin Käthe Niederkirchner (1909–1944). Mehrfach geplante Erweiterungen fanden nicht statt.
Im Jahr 1993 wurde die Einrichtung vom Diakonischen Werk übernommen; ab 1999 stand sie wegen Sanierungsbedürftigkeit leer. Im Jahr 2002 wurde das Gebäude an einen privaten Investor verkauft, der es 2005 zu einer modernen Wohnanlage mit zehn Wohnungen umbaute.